# Vzorvannyj ad
Vzorvannyj ad (Взорванный ад) è un film del 1967 diretto da Ivan Vladimirovič Lukinskij.